# كينغز كانغوا
كينغز كانغوا (من مواليد 6 أبريل 1999) هو لاعب كرة قدم زامبي محترف يلعب في مركز خط الوسط لنادي ريد ستار بلغراد الصربي ومنتخب زامبيا الوطني.

## مسيرته مع الأندية
بدأ كانغوا مسيرته المهنية في نادي هابي هارتس ومقره لوساكا. في عام 2017، وقع كانجوا مع نادي هبوعيل بئر السبع الإسرائيلي، قبل أن يعود إلى فريق هابي هارتس في عام 2018. قبل موسم الدوري الزامبي الممتاز 2019، وقع كانغوا مع بيلدكون. في 10 يوليو 2019، انضم كانغوا إلى نادي أرسنال تولا الروسي. في 29 مايو 2022، انضم كانغوا إلى النادي الصربي ريد ستار بلغراد.

## مسيرته الدولية
في نوفمبر 2018، تم استدعاء كانغوا لمنتخب زامبيا تحت 20 عامًا قبل كأس كوسافا تحت 20 سنة 2018 .
في 9 يونيو 2019، ظهر كانغوا لأول مرة مع زامبيا في الخسارة 2-1 أمام الكاميرون. في 16 يوليو 2019، سجل كانغوا هدفه الأول لزامبيا في الفوز 3–2 على المغرب.

## الإحصائيات

### مع الأندية
آخر تحديث المباراة التي لعبت في 30 مايو 2022.
| النادي          | الموسم  | الدوري                | الدوري    | الدوري  | الكأس     | الكأس   | قارياً     | قارياً   | المجموع   | المجموع |
| النادي          | الموسم  | القسم                 | المشاركات | الأهداف | المشاركات | الأهداف | المشاركات | الأهداف | المشاركات | الأهداف |
| --------------- | ------- | --------------------- | --------- | ------- | --------- | ------- | --------- | ------- | --------- | ------- |
| أرسنال تولا     | 2019–20 | الدوري الروسي الممتاز | 8         | 0       | 1         | 0       | 0         | 0       | 9         | 0       |
| أرسنال تولا     | 2020–21 | الدوري الروسي الممتاز | 21        | 1       | 3         | 0       | 0         | 0       | 24        | 1       |
| أرسنال تولا     | 2021–22 | الدوري الروسي الممتاز | 19        | 4       | 3         | 1       | 0         | 0       | 22        | 5       |
| أرسنال تولا     | المجموع | المجموع               | 48        | 5       | 7         | 1       | 0         | 0       | 55        | 6       |
| ريد ستار بلغراد | 2022–23 | الدوري الصربي الممتاز | 32        | 8       | 5         | 3       | 8         | 1       | 45        | 12      |
| المجموع         | المجموع | المجموع               | 80        | 13      | 12        | 4       | 8         | 1       | 100       | 18      |

### دولياً
آخر تحديث المباراة التي لعبت في 17 يناير 2024.
| زامبيا  | زامبيا    | زامبيا  |
| السنة   | المشاركات | الأهداف |
| ------- | --------- | ------- |
| 2019    | 3         | 1       |
| 2020    | 4         | 0       |
| 2021    | 4         | 0       |
| 2022    | 7         | 3       |
| 2023    | 8         | 1       |
| 2024    | 2         | 1       |
| المجموع | 28        | 6       |

#### الأهداف الدولية
النتائج والنتائج تسرد رصيد أهداف زامبيا أولاً. 
| العدد | التاريخ        | المكان                                                | الخصم                       | النتيجة | الحصيلة | المسابقة                        |
| ----- | -------------- | ----------------------------------------------------- | --------------------------- | ------- | ------- | ------------------------------- |
| 1     | 16 يوليو 2019  | ملعب مراكش ، مراكش ، المغرب                           | المغرب                      | 2-1     | 3-2     | ودياً                            |
| 2     | 25 مارس 2022   | مركز كيرفانساراي الرياضي - الميدان 1، أنطاليا ، تركيا | الكونغو                     | 2-1     | 3-1     | ودياً                            |
| 3     | 7 يونيو 2022   | ملعب الأبطال الوطني ، لوساكا ، زامبيا                 | جزر القمر                   | 2-1     | 2-1     | تصفيات كأس الأمم الإفريقية 2023 |
| 4     | 17 نوفمبر 2022 | ملعب هموشافا ، بيتح تكفا ، إسرائيل                    | إسرائيل                     | 1-2     | 2-4     | ودياً                            |
| 5     | 17 يونيو 2023  | ملعب ليفي مواناواسا ، ندولا ، زامبيا                  | ساحل العاج                  | 3-0     | 3-0     | تصفيات كأس الأمم الإفريقية 2023 |
| 6     | 17 يناير 2024  | ملعب لوران بوكو ، سان بيدرو ، ساحل العاج              | جمهورية الكونغو الديمقراطية | 1–0     | 1-1     | كأس أمم أفريقيا 2023            |

## الإنجازات
ريد ستار بلغراد
- الدوري الصربي لكرة القدم: 2022–23
- كأس صربيا: 2022–23